# Lomatium engelmannii
Lomatium engelmannii är en flockblommig växtart som beskrevs av Mildred Esther Mathias. Lomatium engelmannii ingår i släktet Lomatium och familjen flockblommiga växter. Inga underarter finns listade i Catalogue of Life.